# Siergiej Tichwinski
Siergiej Leonidowicz Tichwinski (ros. Серге́й Леони́дович Ти́хвинский, ur. 1 września 1918 w Piotrogrodzie, zm. 24 lutego 2018) – radziecki i rosyjski historyk, dyplomata, sinolog, funkcjonariusz służb specjalnych.

## Życiorys
Ukończył Leningradzki Instytut Filologii i Lingwistyki, studiował również na Leningradzkim Uniwersytecie Państwowym, w 1941 ukończył eksternistycznie Moskiewski Instytut Orientalistyki. W latach 1934–1940 członek Komsomołu, od stycznia 1940 kandydat na członka, a od kwietnia 1941 członek WKP(b). W 1939 starszy pełnomocnik operacyjny Wydziału 5 Głównego Zarządu Bezpieczeństwa Państwowego, od 10 maja 1939 do 1940 szef Oddziału 13 Wydziału 5 Głównego Zarządu Bezpieczeństwa Państwowego, porucznik, a od 14 marca 1940 starszy porucznik bezpieczeństwa państwowego. 1939–1940 wicekonsul Generalnego Konsulatu ZSRR w Urumczi w Chinach, 1940-1943 pracownik Ludowego Komisariatu Spraw Zagranicznych ZSRR, równocześnie od marca do sierpnia 1941 szef oddziału Wydziału 5 Zarządu 1 NKGB ZSRR, od 11 sierpnia do 30 listopada 1941 szef Oddziału 2 Wydziału 7 Zarządu 1 NKWD ZSRR, od 30 listopada 1941 do 1 lipca 1942 szef Oddziału 3 Wydziału 4 Zarządu 1 NKWD ZSRR, od 1 lipca 1942 do 14 maja 1943 szef Oddziału 2 Wydziału 4 Zarządu 1 NKWD ZSRR, 11 lutego 1943 awansowany na majora bezpieczeństwa państwowego, od 14 maja do 10 grudnia 1943 szef Oddziału 2 Wydziału 4 Zarządu 1 NKGB ZSRR, 16 sierpnia 1943 awansowany na podpułkownika bezpieczeństwa państwowego.
Od grudnia 1943 do grudnia 1946 II sekretarz Ambasady ZSRR w Chinach (Chongqing), od grudnia 1946 do kwietnia 1948 wicekonsul Generalnego Konsulatu ZSRR w Pekinie, od kwietnia 1948 do 2 sierpnia 1949 konsul generalny ZSRR w Pekinie, od 2 października 1949 do czerwca 1950 doradca Ambasady ZSRR przy Centralnym Rządzie Ludowym Chin, od lipca 1950 do 7 czerwca 1951 szef Wydziału 5 Zarządu 3 Komitetu Informacji przy MSZ ZSRR, potem zastępca szefa Zarządu 3 KI przy MSZ ZSRR. Od 15 stycznia 1952 ponownie w organach bezpieczeństwa, p.o. zastępcy szefa Zarządu 2 Pierwszego Głównego Zarządu MGB ZSRR, od 26 lipca 1952 do 17 marca 1953 zastępca szefa Zarządu 2 Pierwszego Głównego Zarządu MGB ZSRR, następnie ponownie w dyplomacji – od 18 kwietnia do 11 maja 1953 pomocnik sekretarza generalnego ONZ i kierownik departamentu ds. Rady Bezpieczeństwa przy Sekretariacie ONZ. Od 29 maja 1953 w rezerwie Drugiego Głównego Zarządu MWD ZSRR, od 3 czerwca do 9 grudnia 1953 pomocnik szefa tego zarządu, od października 1953 do listopada 1955 doradca Ambasady ZSRR w W. Brytanii, od listopada 1955 do maja 1956 funkcjonariusz Pierwszego Głównego Zarządu KGB ZSRR, od maja 1956 do 1957 szef Misji ZSRR w Japonii i doradca Ambasady ZSRR w Japonii.
Od czerwca 1957 do maja 1960 szef Wydziału Państw Azji Państwowego Komitetu Związków Kulturowych z Zagranicą przy Radzie Ministrów ZSRR, w latach 1958-1960 wykładowca Moskiewskiego Państwowego Instytutu Stosunków Międzynarodowych, 1960 dyrektor Instytutu Sinologii Akademii Nauk ZSRR, w latach 1961-1963 zastępca dyrektora Instytutu Narodów Azji Akademii Nauk ZSRR, w latach 1963-1964 zastępca dyrektora Instytutu Ekonomiki Światowej Systemu Socjalistycznego Akademii Nauk ZSRR, 1964-1980 kierownik Katedry Historii Państw Wschodu Moskiewskiego Państwowego Instytutu Stosunków Międzynarodowych, równocześnie w latach 1965-1975 kierownik Wydziału Azji Planowania Przedsięwzięć Polityki Zagranicznej MSZ ZSRR. od 1966 starszy pracownik naukowy Instytutu Orientalistyki Akademii Nauk ZSRR, w latach 1968-1974 członek Komitetu Wykonawczego UNESCO jako przedstawiciel ZSRR, od 1971 przewodniczący Rosyjskiego Towarzystwa Palestyńskiego przy Akademii Nauk ZSRR, w latach 1974-1982 redaktor naczelny pisma „Nowa i nowsza historia”. w latach 1975-1980 szef Zarządu Historyczno-Dyplomatycznego MSZ ZSRR. Od 1980 przewodniczący Narodowego Komitetu Historyków ZSRR, w latach 1981-1988 akademik-sekretarz Wydziału Historii Akademii Nauk ZSRR, od 1985 przewodniczący Centralnego Zarządu Stowarzyszenia Przyjaźni Radziecko-Chińskiej, członek Komisji Wydawnictwa Dokumentów Dyplomatycznych przy MSZ ZSRR, rektor Akademii Dyplomatycznej, od kwietnia 2003 honorowy przewodniczący Stowarzyszenia Przyjaźni Rosyjsko-Chińskiej.
Od 1945 kandydat nauk historycznych, od 1953 doktor nauk historycznych, od 1958 profesor, od 26 listopada 1968 członek korespondent Akademii Nauk ZSRR – Wydziału Historii. Honorowy członek Academia del Arti Disenio (Florencja, Włochy). Honorowy członek Królewskiej Akademii Literatury (Szwecja). Specjalista w zakresie nowożytnej i najnowszej historii krajów Dalekiego Wschodu, zwłaszcza Chin; najważniejsza jego praca to „Historia nowożytna Chin” (1972, wyd. pol. 1979).
Pochowany na Cmentarzu Trojekurowskim w Moskwie.

## Odznaczenia i nagrody
- Order „Za zasługi dla Ojczyzny” III klasy (17 czerwca 2008)
- Order Honoru (31 sierpnia 1998)
- Order Lenina (4 lipca 1984)
- Order Rewolucji Październikowej (17 września 1975)
- Order Czerwonego Sztandaru Pracy (dwukrotnie – 31 grudnia 1966 i 22 października 1971)
- Order Przyjaźni Narodów (31 sierpnia 1978)
- Order Czerwonej Gwiazdy (dwukrotnie – 25 czerwca 1954 i 19 sierpnia 1955)
- Order „Znak Honoru” (dwukrotnie – 20 września 1943 i 12 lipca 1951)
- Nagroda Państwowa ZSRR (1982)
- Zasłużony Funkcjonariusz Służby Dyplomatycznej Federacji Rosyjskiej (11 listopada 2000)
- Odznaka „Zasłużony Funkcjonariusz NKWD” (27 kwietnia 1940)
- Nagroda „Triumf” (2001)
- Nagroda Państwowa Federacji Rosyjskiej (1999)

i medale.